# Ridder (ordensvæsen)
 For alternative betydninger, se Ridder (flertydig). (Se også artikler, som begynder med Ridder)
Ridder betegner almindeligvis det laveste trin inden for en ridderorden og har taget navn efter ridderen som historisk fænomen. Det gælder især fortjenstordener med fem trin, som har Æreslegionens grader som forbillede. I Dannebrogordenen kaldes dette trin Ridder af Dannebrog. Selve dekorationen kaldes et ridderkors. Der findes imidlertid også ordener, hvor riddergraden er placeret højere i hierarkiet.
Betegnelsen stammer fra fransk ordensvæsen, hvor Æreslegionens fem trin blev en model for mange moderne fortjenstordener:
- Storkors (grand-croix)
- Storofficer (grand-officier)
- Kommandør (commandeur)
- Officer (officier)
- Ridder (chevalier)